# Srul Irving Glick
Pour les articles homonymes, voir Glick.
Srul Irving Glick, né le 8 septembre 1934 et décédé le 17 avril 2002, est un compositeur canadien. 

## Biographie
Il grandit à Toronto, où son père était chantre de synagogue et son frère, un clarinettiste réputé. Il étudia à l’Université de Toronto où il reçut un baccalauréat en musique ainsi qu’une maîtrise en musique en composition et en théorie. Il poursuivit ses études à Paris, auprès de maîtres tels que Darius Milhaud, Louis Saguer et Max Deutsch. Lui-même fut professeur de théorie et de composition au conservatoire royal de musique de Toronto ainsi qu’à l’Université York, en plus d’enseigner la composition en cours particuliers.
Srul Irving Glick, l’un des compositeurs canadiens les plus prolifiques, écrivit dans tous les genres, de la musique de chambre à l’oratorio. La musique vocale et chorale occupa une place particulièrement significative dans sa production, et lui valut de nombreux prix, dont : le prix J.I Segal pour son apport à la musique juive au Canada; le prix Kavod décerné par la Cantor’s Assembly of America « pour son dévouement de toujours à la musique de la synagogue, de ses chantres et de leur chant »; le prix Solomon Schechter décerné au programme de musique de la synagogue Beth Tikvah par la United Synagogue of America; un Honorary Fellowship du Collège royal canadien des organistes « pour son apport à la vie musicale du Canada, et en particulier à la musique de synagogue », et, plus récemment, un second prix d’or Solomon Schechter en 1995, récompensant le meilleur programme musical d’une synagogue en Amérique du Nord.
En 2001, il recevait le prestigieux prix Ateret Kavod (couronne d’honneur) de la United Synagogue of America.
Srul Irving Glick fut nommé compositeur en résidence de la Synagogue Beth Tikvah à Toronto, où il occupa la fonction de chef de chœur à partir de 1969. Sa musique liturgique a été exécutée et enregistrée par cette excellente formation chorale au Canada, aux États-Unis et en Israël. En 1993, Beth Tikvah fit paraître le premier disque compact entièrement consacré à la musique pour chantre et chœur de Glick; le disque s’intitule « Beth Tikvah Sings » et la musique est interprétée par le chantre Efraim Sapir et le chœur de Beth Tikvah. De plus, Srul Irving Glick fut directeur de la programmation de Jewish Music Toronto pendant quatre ans, avant d’occuper ce poste auprès de Musica Beth Tikvah, deux séries de concerts de musique juive à Toronto.
En 1986, Glick quitta la CBC où il était réalisateur de musique classique depuis 1962. Ses réalisations dans le domaine de la production, de l’enregistrement et de la programmation lui valurent sept grand prix du disque ainsi qu’un prix Juno. En 1993, il se vit remettre la médaille du gouverneur général à l’occasion du 125e anniversaire de la Confédéraion « pour son apport à la culture canadienne », et, en 1994, il fut nommé membre de l’Ordre du Canada pour ses « réalisations exceptionnelles…, au service du Canada et de l’humanité en général ».
En l’an 2000, Srul Irving Glick reçut l’extraordinaire prix Yuvel, remis par The Cantors’ Assembly of America, en reconnaissance de « son engagement constant envers la composition de musique qui captive le cœur et touche l’âme ».
La musique de Srul Irving Glick, l’un des compositeurs les plus éminents du Canada, est présentée régulièrement au pays, aux États-Unis et à l’étranger. Sa manière unique d’intégrer le langage contemporain, le lyrisme hébraïque et les techniques classiques de composition, fusionnés en une musique magistrale, affirmée, à la fois dramatique et lyrique, lui attira de nombreux éloges. Un grand nombre de ses œuvres ont été enregistrées sur disques 33 tours et sur CD, et sont disponibles au Canada, aux États-Unis et en Grande-Bretagne.
À partir de 1964, M. Glick reçut des centaines de commandes d’artistes et d’institutions de renom, au nombre desquels figurent : Jon Vickers, Maureen Forrester, The Canadian Brass, le Quatuor à cordes Orford, le St. Lawrence String Quartet, le chœur Mendelssohn de Toronto (3), les Elmer Iseler Singers (4), le Toronto Symphony, le Toronto Mendelssohn Youth Choir, le Vancouver Chamber Choir, Marta Hidy, James Campbell, Anton Kuerti, Senia Trubashnik, Judy Loman, Jennifer Swarz, le Toronto Children’s Chorus, Trio Lyra, Ofra Harnoy, Camerata, Valerie Tryon, Valerie Siren, le Victoria Symphony, Steven Staryk, Jacques Israelievitch, Rivka Golani, Dorothy Sandler Glick, les chantres Louis Danto et Alberto Mizrachi, le Concours de violon de Montréal, Boris Brott et le Hamilton Philharmonic, Alexander Brott et l’Orchestre de chambre McGill, le Kingston Symphony, le Mississauga Children’s Chorus, Pieter Sigmundt pour Vox Finlandia, le Toronto Dance Theater, le Toronto Repertory Ensemble, la Finlandia Sinfonietta et Ralf Gothoni, les Chamber Players de Toronto, les Elora Festival Singers, Noel Edison, le Canadian Piano Trio et le Festival of the Sound.